# Trekkie
Ne doit pas être confondu avec Trekkies (documentaire).

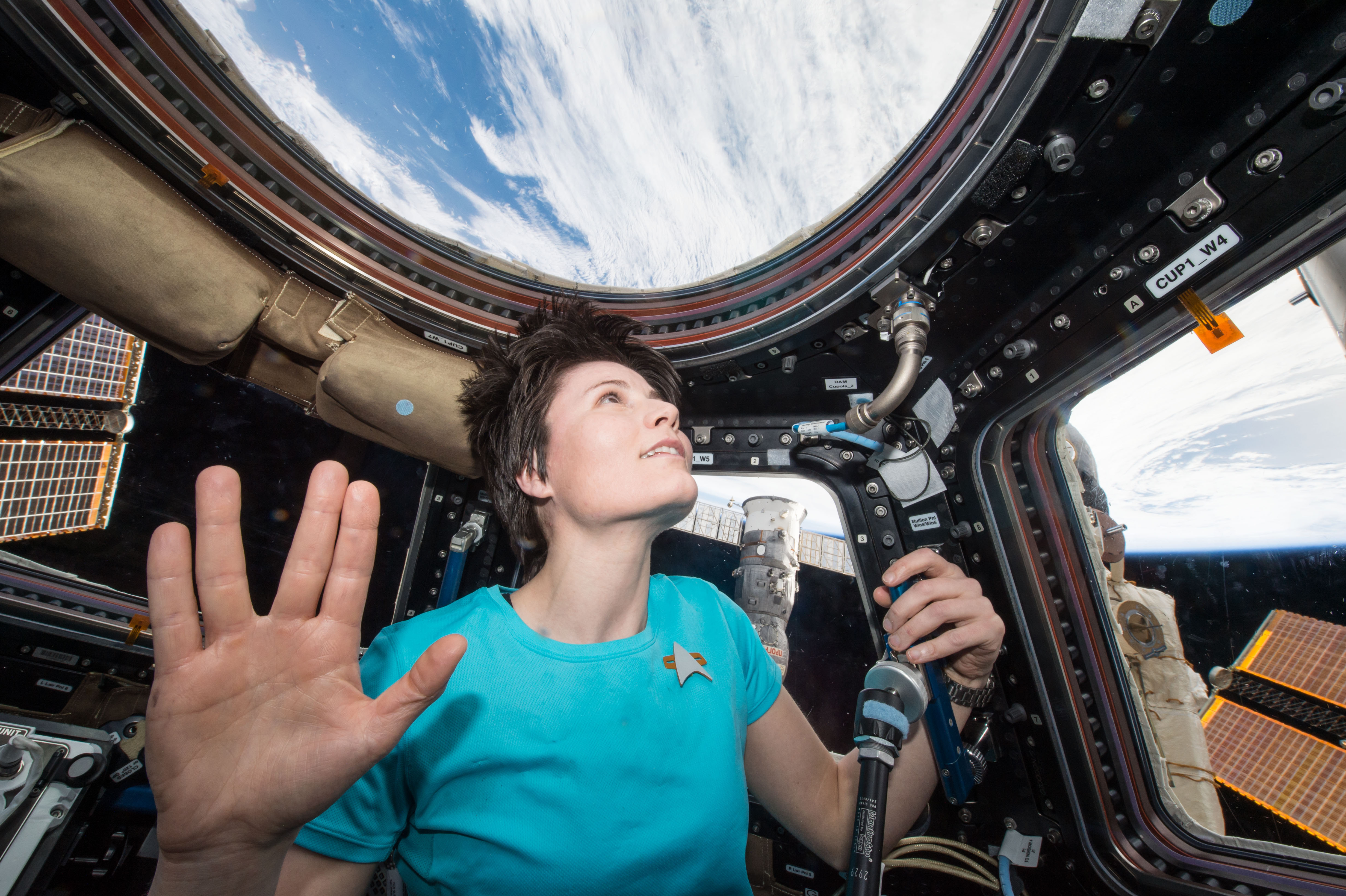
Hommage de l'astronaute Samantha Cristoforetti à Leonard Nimoy à bord de la Station spatiale internationale le lendemain de sa mort le 28 février 2015.

Un « trekkie » est un fan de la série Star Trek.
Ce mot a été utilisé à la fin des années 1960 par Gene Roddenberry lui-même, et se trouve dans le Oxford English Dictionary.
Parfois « trekkie » est remplacé par « trekker » qui a une connotation moins péjorative. « Trekkie » peut évoquer l'obsession, alors que « trekker » signifierait simplement un « amateur » de l'univers de Star Trek.
Leonard Nimoy tenta de mettre un terme au débat animé qui opposait les uns et les autres.
Lors du show télévisé Star Trek: 25th Anniversary Special en 1991, il statua que « trekker » était le bon mot à utiliser.
Le film documentaire de 1997, Trekkies, reprend ce terme dans son titre.

## Histoire
En 1967, l'éditeur de science-fiction Arthur W. Saha a appliqué le terme « trekkies » quand il a vu quelques fans de la première saison de Star Trek: The Original Series portant des oreilles pointues à la 25e Convention Mondiale de Science Fiction, Roddenberry a montré une copie de l'épisode Amok Time à la convention. Saha a utilisé le terme dans une interview avec Pete Hamill que Hamill dirigeait pour TV Guide concernant le phénomène de la science-fiction.
Le premier fanzine Star Trek, Spockanalia, est apparu en Septembre 1967. Il comprenait la toute première fan-fiction publiée basée sur le show. Roddenberry, qui connaissait et encourageait de telles activités:1, estimait un an plus tard que 10 000 personnes avaient alors écrit ou lu des fanzines. De nombreux premiers Trekkies étaient aussi des fans de Des agents très spéciaux (The Man From U.N.C.L.E.en v.O.) (1964-1968), une autre série télévisée avec des éléments de science-fiction et un public dévoué, «culte».
Peut-être le premier grand rassemblement de fans a eu lieu en Avril 1967. Lorsque Leonard Nimoy apparu comme Spock comme grand maréchal de la Medford Pear Blossom Festival Parade dans l'Oregon, il espérait signer quelques centaines d'autographes, mais ce sont des milliers de personnes qui sont apparues ; Après avoir été secouru par la police Je me suis assuré de ne jamais apparaître publiquement à nouveau sous la forme de Vulcain, a-t-il écrit,. Un autre rassemblement d'importance eut lieu en janvier 1968, quand plus de 200 étudiants de Caltech se sont rendus au studio de NBC à Burbank, en Californie, pour soutenir le renouvellement d'une nouvelle saison de Star Trek.
La première convention de fan consacrée à la série eu lieu le 1er mars 1969 à la bibliothèque publique de Newark. Organisée par un bibliothécaire qui était aussi un des créateurs de Spockanalia, le Star Trek Con n'avait alors aucune célébrité d'invitée, mais a eu diaporamas d'aliens 'Trek', des sketchs et un panneau pour discuter 'Le phénomène Star Trek':280–281. Certains fans étaient si dévoués à la série qu'ils se sont plaints à une station de télévision canadienne quand cette dernière a annulé un épisode en juillet 1969 pour couvrir d'Apollo 11.

## Activités
On[style à revoir] trouve de nombreux fan clubs Star Trek de par le monde, parmi les plus larges se trouvent le STARFLEET International et l'International Federation of Trekkers. Certains Trekkies participent régulièrement à des conventions Star Trek. En 2003, STARFLEET International était le plus grand fan club Star Trek au monde À la date du 1er janvier 2011, le fanclub déclarait avoir 4.914 membres dans 228 sections dispersées dans le monde entier[source insuffisante]. Dix-huit personnes ont servi en tant que président de l'association depuis 1975. Après élection, le président est promu au rang fictif d'Amiral de la Flotte. Depuis 2004, le président est élu pour trois ans. Wayne Killough est devenu le président de l'association le 1er janvier 2014. Le 17 avril 2016 a marqué la première commémoration durant laquelle un commandant est mort alors qu'il occupait ses fonctions. Robin Woodell-Vitasek a donc succédé à Wayne Killough.

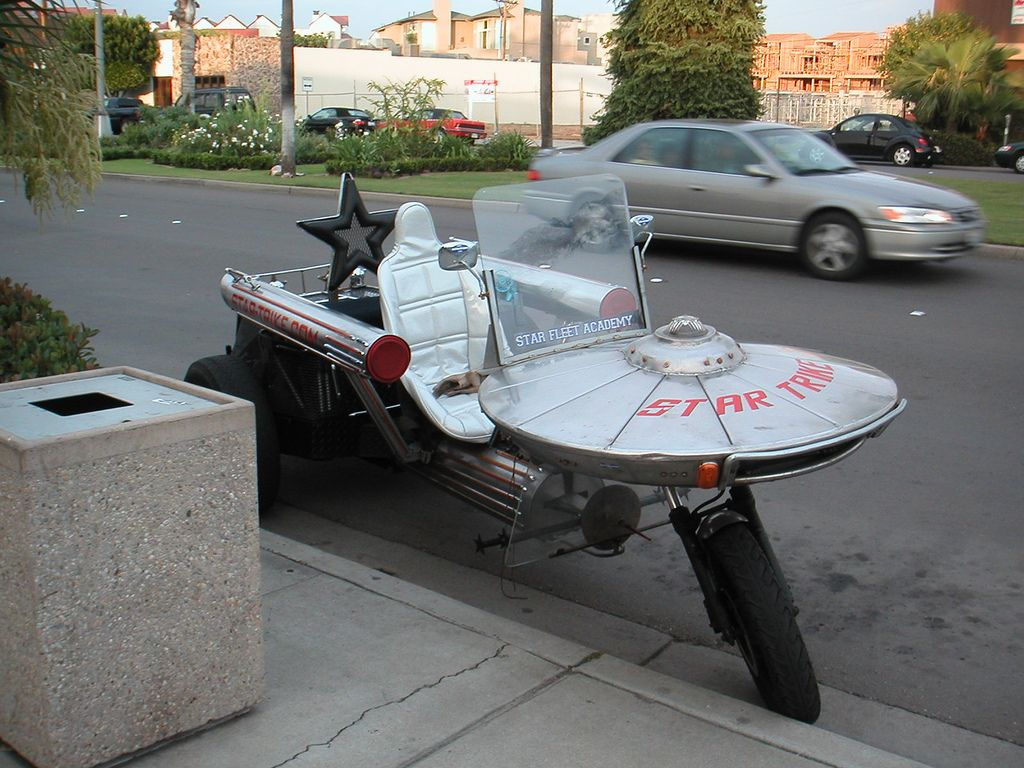
Moto de trekkie tunée en vaisseau

Il existe un stéréotype persistant selon lequel, parmi les Trekkies, se trouvent beaucoup de locuteurs de la langue Klingonne. La réalité est moins claire, étant donné que la plupart de ses orateurs les plus fluents sont plus des aficionados des langues que des personnes obsédées par Star Trek. La plupart des Trekkies n'ont juste un vocabulaire de base du Klingon, qui peut-être composé de quelques mots communs entendus d'innombrables fois au cours des séries, tout en n'ayant peu de connaissances quant à la syntaxe ou la phonétique exacte du Klingon.
Une autre activité de fan est le « filking », c'est-à-dire jouer, chanter ou écrire de la musique sur Star Trek[réf. souhaitée].

## Fans et Trekkies célèbres

### Auteurs de science-fiction
- Isaac Asimov - Un ami personnel proche de Gene Roddenberry. Il a assisté à la première projection publique de Where No Man Has Gone Before et participa à de nombreuses conventions au cours des années 1970[11].
- Bjo Trimble - Qui a aidé à diriger la campagne de lettres qui a convaincu la NBC de continuer Star Trek pour une troisième saison.

### Scientifiques, ingénieurs et inventeurs

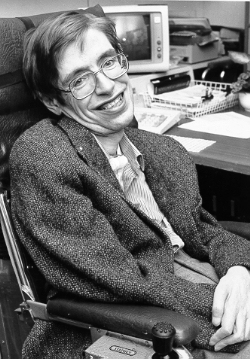
L'astrophysicien Stephen Hawking en 1974 dans les locaux de la NASA.

- Bill Nye - Scientifique et animateur à la télévision de l'émission Bill Nye, The Science Guy, a félicité Star Trek en déclarant que « dans toutes les versions de Star Trek, l'avenir de l'humanité est optimiste, ils ont résolu tous les problèmes de nourriture, d'habillement et d'abri. Comment ils les ont résolus ... Par la science ... Non seulement cela, dans l'avenir de Star Trek, tout le monde s'entend... »[12]
- Martin Cooper - qui inventa le premier téléphone portable, trouva son inspiration pour ce faire après avoir vu le capitaine Kirk utiliser son communicateur.
- Michael Jones - Technologue en chef de Google Earth, a cité la capacité de cartographie du tricordeur comme une source d'inspiration dans le développement de Keyhole / Google Earth.
- Stephen Hawking - Scientifique, qui a joué son propre personnage (comme une reconstruction informatique) sur l'épisode de Star Trek: The Next Generation : « Descente ». Alors qu'il était sur le plateau, il a voulu voir la salle des machines (plus précisément la warp engine room, censée contenir la technologie permettant d'aller plus vite que la lumière) de l'Enterprise. Après l'avoir vu, il a commenté, « Je travaille sur cela. »
- Randy Pausch -  Le professeur de l'Université Carnegie-Mellon aujourd'hui disparu auteur de The Last Lecture. Il a eu un cameo dans le film Star Trek de 2009.
- Neil deGrasse Tyson - Astrophysicien, cosmologue, auteur et vulgarisateur scientifique. Il a mentionné dans un épisode de StarTalk Radio, en discutant avec Wil Wheaton, qu'il stylise ses favoris en pointe en hommage à Star Trek[13].

### Astronautes et personnel de la NASA

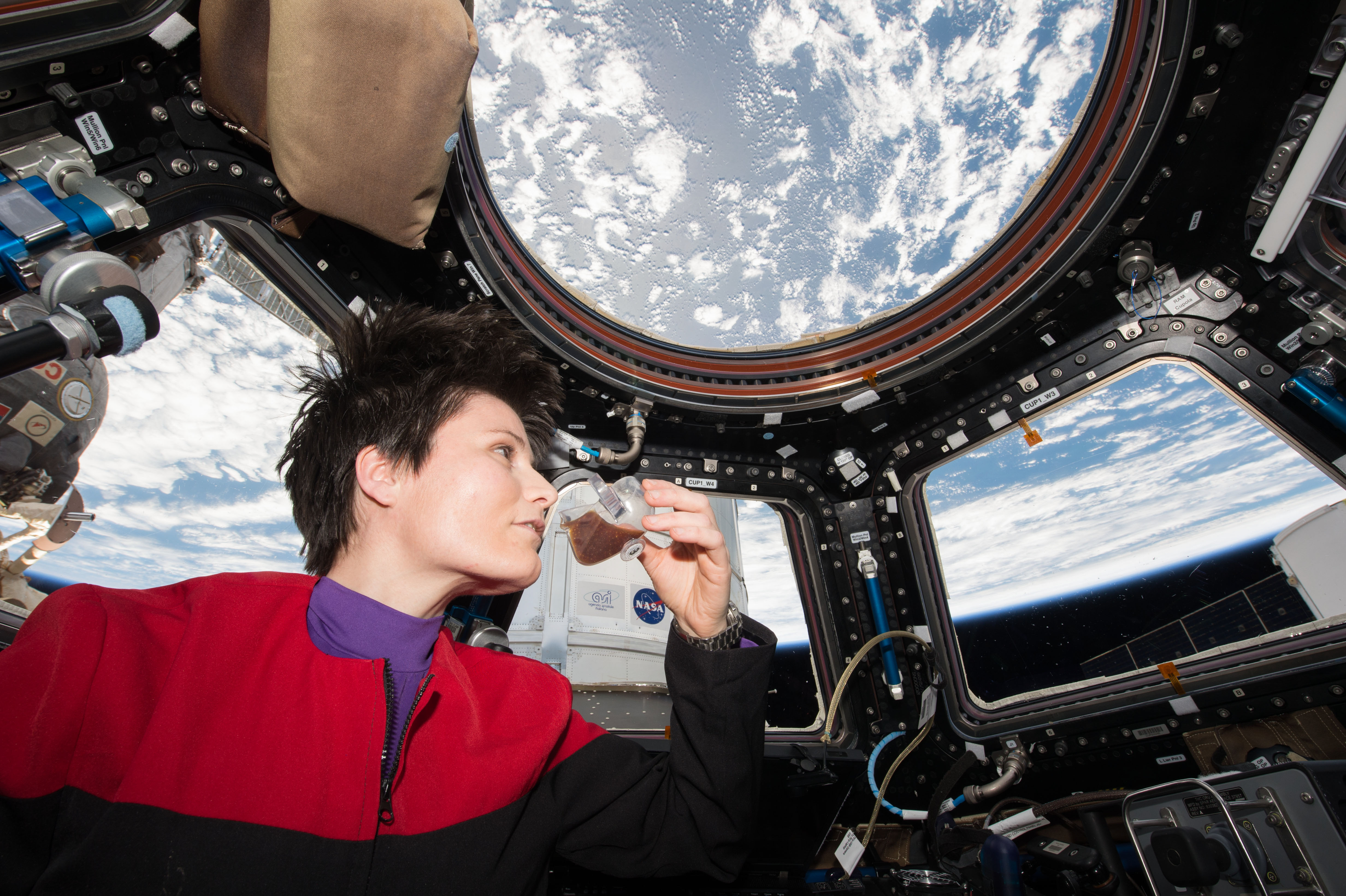
ISS-43 Samantha Cristoforetti buvant le premier expresso dans l'espace tout en portant son uniforme de Star Trek

- Mae Jemison - Une physicienne et astronaute américaine de la NASA. Elle a été la première femme afro-américaine à aller dans l'espace lorsqu'elle fut en orbite à bord de la Navette Spatiale Endeavour le 12 septembre 1992. « Ce qui était vraiment génial avec Star Trek quand je n'étais encore qu'une petite fille, c'est qu'il n'y avait pas seulement le Lt. Uhura jouée par Nichelle Nichols en tant qu'officier technique […] Il y avait dans le même temps cet équipage composé d'hommes et de femmes venant du monde entier et travaillant main dans la main afin d'en apprendre davantage sur notre Univers. Donc cela a renforcé mon idée à laquelle moi aussi je pourrais être impliquée aussi bien en exploration spatiale qu'en sciences.»
- Chris Hadfield - Entretenant des échanges sur différents médias (Facebook, Tumblr, YouTube et Google+) avec William Shatner et avec d'autres acteurs de Star Trek étant célèbres[14].
- Ronald McNair - La deuxième personne noire dans l'espace et l'un des sept astronautes décédés le 28 janvier 1986 dans l'explosion de la navette Challenger. Selon son frère, Carl McNair, Star Trek a eu un impact positif très fort sur son frère ; il a ainsi déclaré : « Maintenant, Star Trek a montré l'avenir où il y avait des gens noirs et d'autres blancs travaillant ensemble. Moi je regardais juste ça comme de la science-fiction, parce que ça n'allait pas arriver, pas vraiment, mais Ronald voyait cela comme une possibilité scientifique. Il est venu au monde à une époque où il y avait Neil Armstrong et tous ces types, alors comment est-ce qu'un garçon de couleur de la Caroline du Sud - avec des lunettes, qui n'avait jamais volé dans un avion - comment allait-il devenir un astronaute ? Mais Ron était quelqu'un qui n'acceptait pas les normes sociétales comme étant sa norme, vous savez, c'était pour d'autres personnes et il a été à bord de son propre Starship Enterprise. »
- Samantha Cristoforetti – Première femme astronaute italienne se considère comme une Trekkie[15]. Elle a notoirement bu le premier expresso dans l'espace tout en portant son uniforme Star Trek.

### Autres
- Bill Gates - Fondateur de Microsoft. Son premier logiciel a d'ailleurs été écrit pour l'Altair 8800[16], premier ordinateur personnel, qui aurait été nommé d'après une galaxie fictive mentionnée dans Star Trek.[réf. nécessaire]
- Sir Richard Branson - Le fondateur du groupe Virgin. Il a nommé le premier vaisseau spatial de Virgin Galactic, la compagnie de son groupe, VSS Enterprise et le deuxième VSS Voyager[17].
- Tracey Emin - Une artiste britannique qui a créé une couverture cousue à la main intitulée «Star Trek Voyager» qui a été mise aux enchères pour 800 000 £ en 2007.[citation nécessaire]